# San Benedetto del Tronto
San Benedetto del Tronto je italské město, hlavní letovisko Palmové riviéry. Část městské aglomerace se 100 000 obyvateli je jednou z nejhustěji osídlených oblastí podél pobřeží Jaderského moře. Je to nejlidnatější město v provincii Ascoli Piceno s 47 560 obyvateli (říjen 2020). Přístav patří mezi největší na italském pobřeží Jadranu, ve městě roste více než 7000 palem, k nimž patří údajně nejvyšší a nejstarší palma v Evropě.

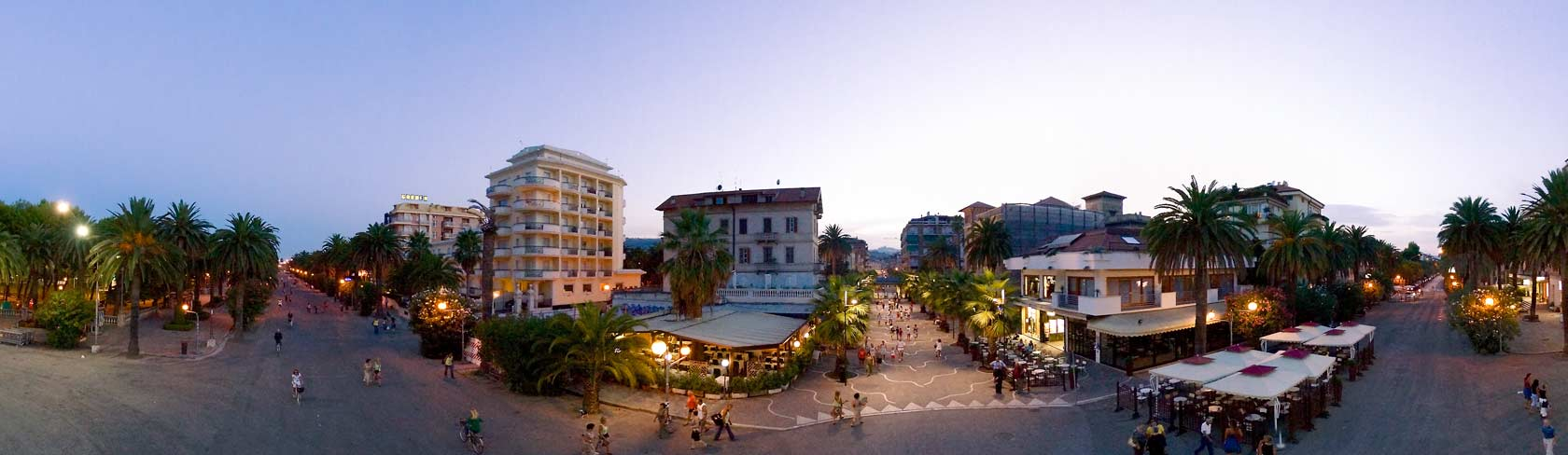
Centrum města

## Geografie

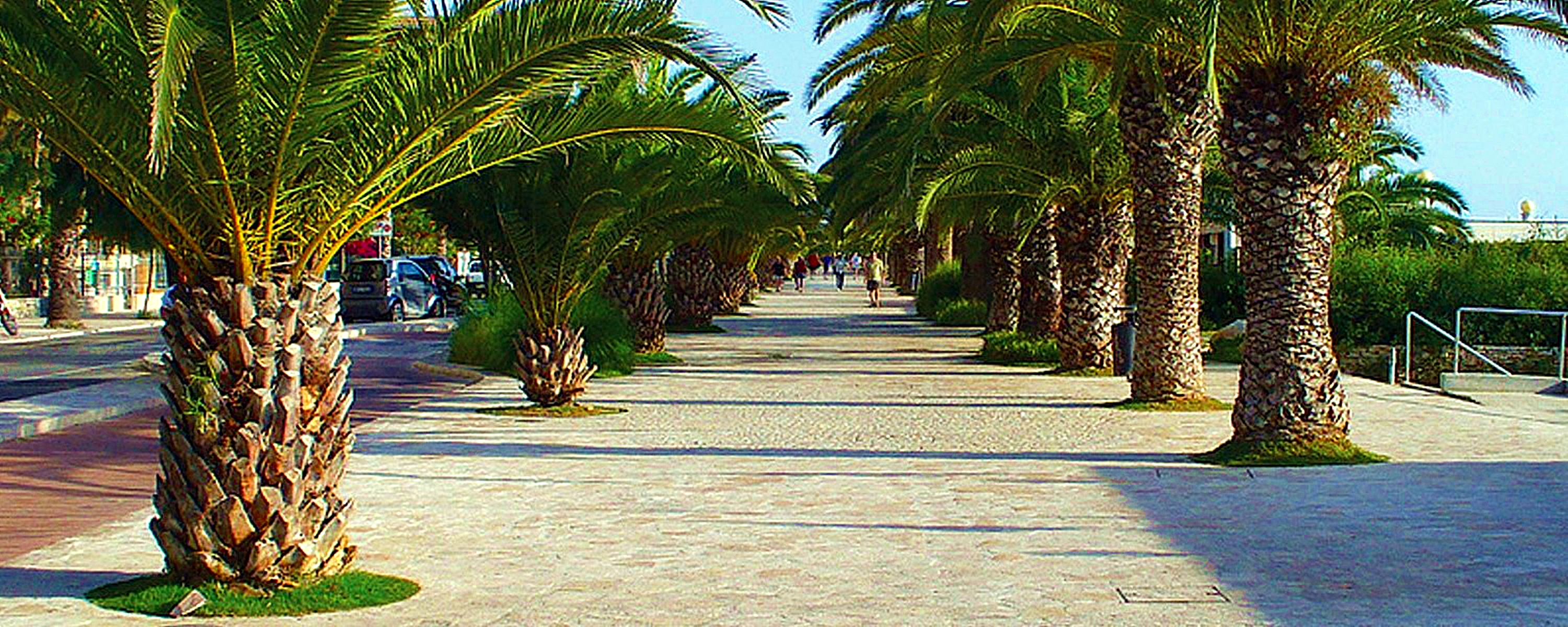
Jižní nábřeží San Benedetto del Tronto

San Benedetto del Tronto se tyčí na pobřeží Jaderského moře a nachází se asi 28 km východně od Ascoli Piceno. Je to nejjižnější pobřežní město v regionu Marche. Území města se rozkládá na 25,41 km² a má tvar pobřežního kopce s nadmořskou výškou mezi 0 a 282 nad mořem v "Barattelle" contrada, rozkládá se na 9,3 km podél pobřeží středního Jadranu, z toho 1,7 km v chráněné přírodní oblasti "Sentina". Město má starobylé jádro ("vysoká země" nebo "su dèntrë" v Sambenedettese) na skromném reliéfu nedaleko moře, na jehož úpatí se rozvíjí původní osídlení nejnovější části "Navy". Tu protíná bystřina Albula a v průběhu let se vyvinula až k řece Tronto na jihu, zahrnující lokalitu Porto d'Ascoli, zatímco na severu se připojuje k ischijské čtvrti Grottammare, se kterou tvoří jediné město. aglomerace, která zasahuje téměř až do Tesina. Jihozápadně po břehu řeky Tronto se spojuje s Centobuchi, frazione Monteprandone. Obec hraničí s Acquaviva Picena, Grottammare, Martinsicuro (TE) a Monteprandone.

## Historie

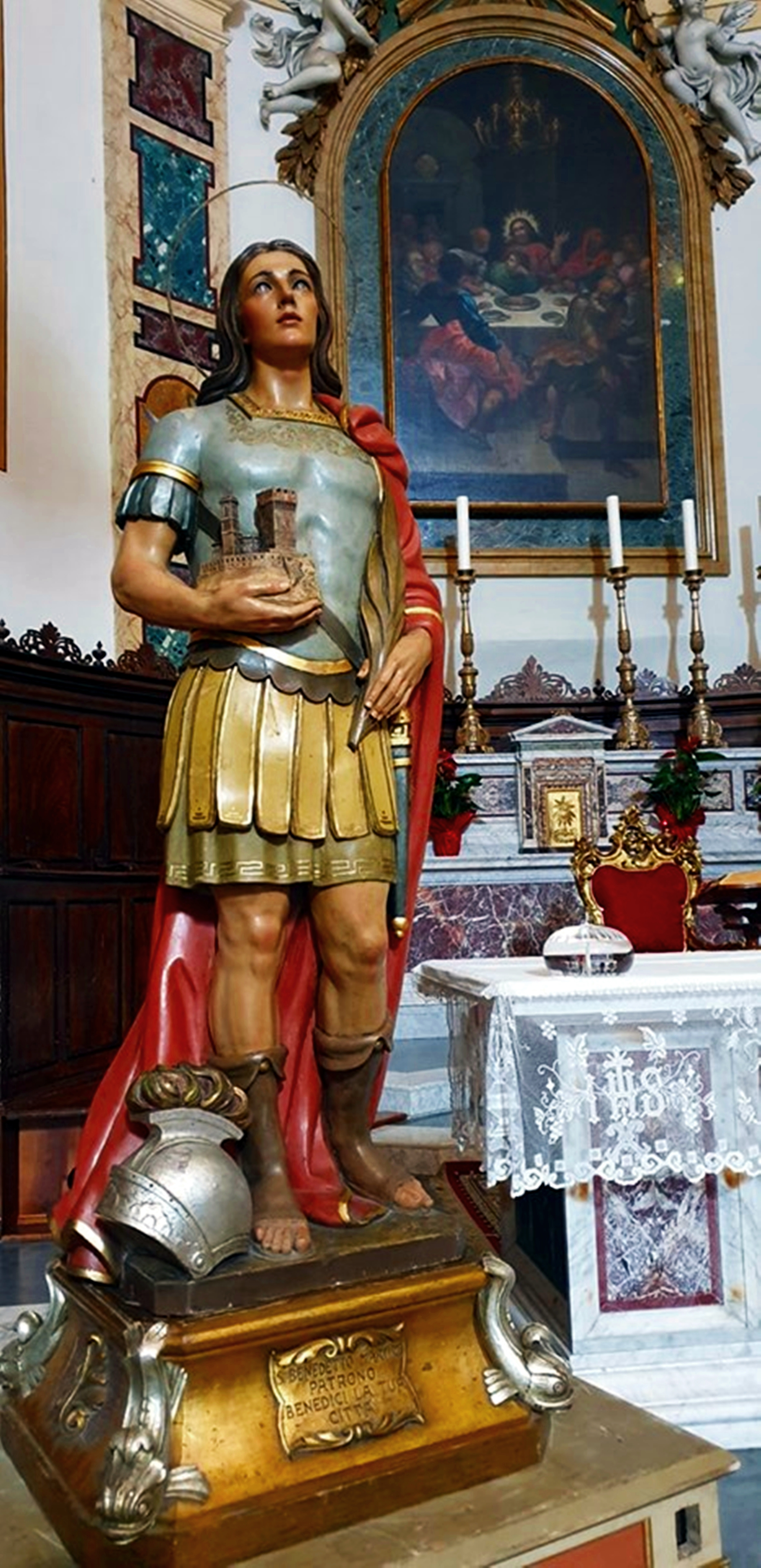
Socha San Benedetta (4. století), patrona města

První osídlení lokality zvané Truentum bylo antické, spojené s dalmatským kmenem Liburnů, kteří se věnovali převážně rybolovu. V 1. století našeho letopočtu Římané zřídili přístav a postavili vojenský tábor "Castrum Truentum", v němž podle legendy sloužil křesťanský voják Benedetto, umučený pro svou víru. Podle archeologických nálezů však stál tábor při ústí řeky dál od nynějšího města. Po Benediktovi bylo místo ve středověku latinsky nazváno Sanctus Benedictus ad Truentum (Svatý Benedikt v Truentu) a italsky San Benedetto.  Roku 1105 papež Paschalis II. potvrdil založení zdejšího opatství. Roku 1145 byl vystavěn biskupský hrad jako rezidence; město s původně malým mariánským kostelem se stalo sídlem diecéze a kostel byl povýšen na katedrálu. Město bylo od vrcholného středověku bohaté, proslulé výstavbou lodí, rybolovem i obchodním přístavem. Od poloviny 19. století sílil turistický ruch, pro nějž byla od konce 19. století do současnosti vybudována řada hotelů.  
Město utrpělo za 2. světové války, v roce 1943 bylo bombardováno.

## Ekonomika
Turismus
Cestovní ruch představuje nejvýznamnější položku příjmů města. San Benedetto se od prvních desetiletí dvacátého století etablovalo jako oblíbené přímořské letovisko. 
Pyšní se Modrou vlajkou Evropského společenství a investuje do propagace a upevňování image získané nejen na národní úrovni. Tento obraz je zprostředkován již asi deset let pod značkou „Riviera delle Palme“, což je název, který je sdílí pod stejnou společností na podporu cestovního ruchu a zahrnuje také další dvě země sousedící s nejjižnější částí provincie Ascoli Piceno, Grottammare. a Cupra Marittima, stejně jako některé vesnice v oblasti San Benedetto, Offida, Monteprandone, Acquaviva Picena, Ripatransone a obec Lazio v Accumoli (připojil se ke konsorciu v roce 2008).
Rybolov
San Benedetto del Tronto se v průběhu staletí stalo rybářským a turistickým centrem. V roce 1912 spuštění motorizovaného rybářského člunu zahájilo proces transformace pohonu lodí, které se z plachet dostaly na oceánská rybářská plavidla. Vedle těchto akcí došlo také k modernizaci a rozvoji také v dalších odvětvích přímo souvisejících s námořními aktivitami, jako je stavba lodí, zpracování konopí, výstavba kabelů a sítí, námořní dílny, palubní přístrojové vybavení, marketing ryb (San Benedetto se může pochlubit nejvýznamnějším velkoobchodem rybí trh v Itálii), chladírenské řetězce pro přepravu ryb.

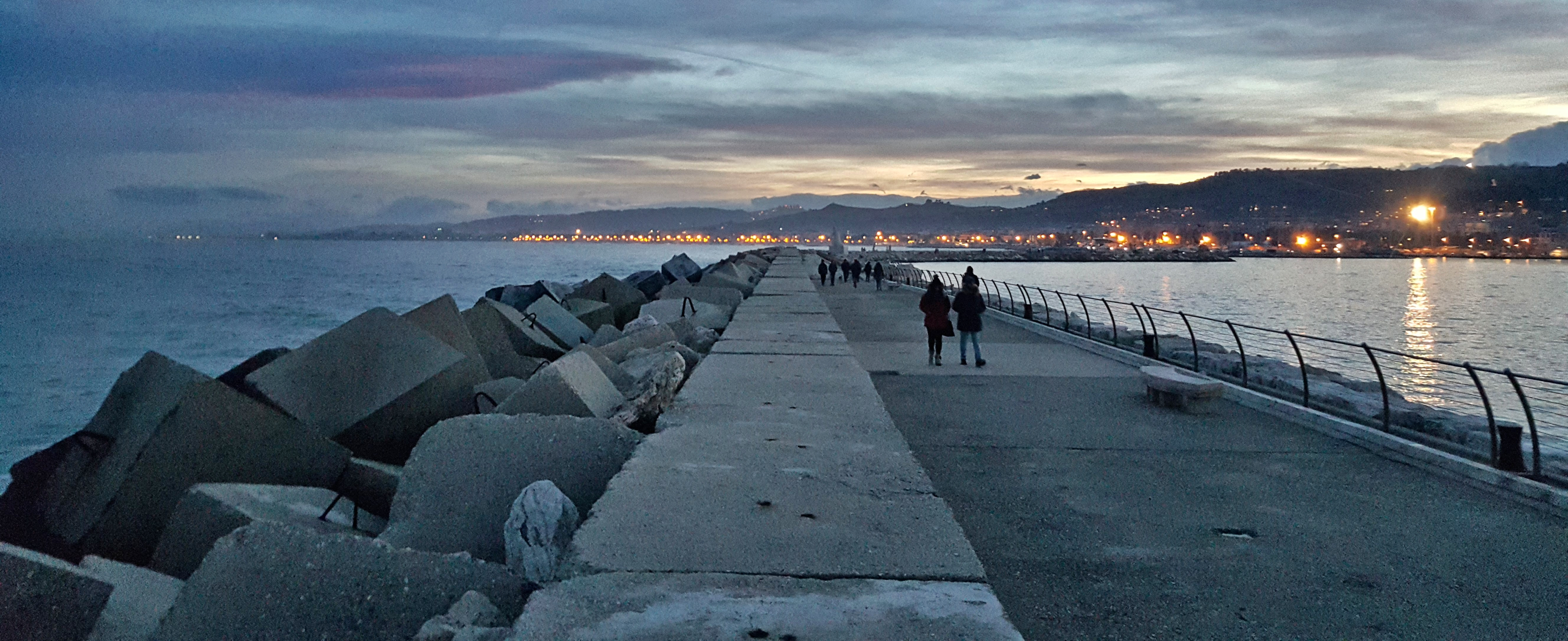
San Benedetto del Tronto - molo

Přestože toto odvětví neustále klesá, zůstává hybnou silou místní ekonomiky, pokud nezohledníme pouze náležitě námořní část (všimněte si, že San Benedetto del Tronto je druhým italským přístavem hned po Mazare del Vallo, pokud jde o množství ulovených ryb a počet rybářských lodí a jednoho z největších rybích trhů v Itálii), ale jsou zohledněna všechna související průmyslová odvětví a především vysoce rozvinutý konzervárenský průmysl, který byl založen na podporu prodeje ryb a nyní působí na všechny potravinářské výrobky, zejména ovoce a zeleninu . V San Benedetto del Tronto najdeme také středisko odborného výcviku pro pracovníky v pobřežním rybolovu.

## Památky a turistika
- Katedrála Panny Marie námořní  (Cattedrale della Madonna marina) - novobarokní trojlodní baziliku navrhl architekt Gaetano Ferri, postavena byla v letech 1847-1847; uvnitř nástěnné malby se scénami zázraků Panny Marie, chránící námořníky a rybáře; 5. července 2001 papež Jan Pavel II. kostel povýšil na baziliku minor
- Kostel sv. Benedikta mučedníka, římského vojáka a patrona města
- Budova biskupství
- Hodinová věž Gualtieri
- Městské divadlo Concordia
- Muzeum moře
- Palazzo Piacentini - galerie a centrum současného umění
- maják
- Pomník svobody racka Jonathana Livingstona, v přístavu na molu
- Socha Ježíše Krista jdoucího po hladině moře
- socha svatého františkána Padre Pia z Pietrelciny

## Sport
Fotbal
San Benedetto del Tronto je domovem fotbalového týmu S.S. Sambenedettese Calcio. Tým hrál v Serii B a v současné době hraje v Lega Pro.
Plážový fotbal
Společnost Sambenedettese Beach Soccer provozuje Serii A italského mistrovství v plážovém fotbalu. Vyhrál: Scudetto v letech 2014 a 2017, Italský pohár, v letech 2013 a 2017, Superpohár v letech 2014, 2015 a 2017.
Tenis
San Benedetto také každoročně v červenci hostí San Benedetto Tennis Cup (tenisová událost Challenger Tour), která přitahuje některé z nejlepších světových hráčů.
- Jachting a další vodní sporty
- Stadion Riviera delle Palme' s krytými tribunami pro 1000 diváků, s travnatým povrchem, slouží pro fotbal i každoroční tenisový turnaj mužů ITF

## Ocenění
San Benedeto del Tronto dostalo Modrou vlajku jako ocenění za ekologické chování městské správy i obyvatel. 

## Partnerská města
- Viareggio, Itálie
- Alfortville, Francie
- Šibenik, Chorvatsko
- Steyr, Rakousko
- Chicago Heights, Spojené státy americké
- Mar del Plata, Argentina
- Trinidad, Kuba

## Galerie

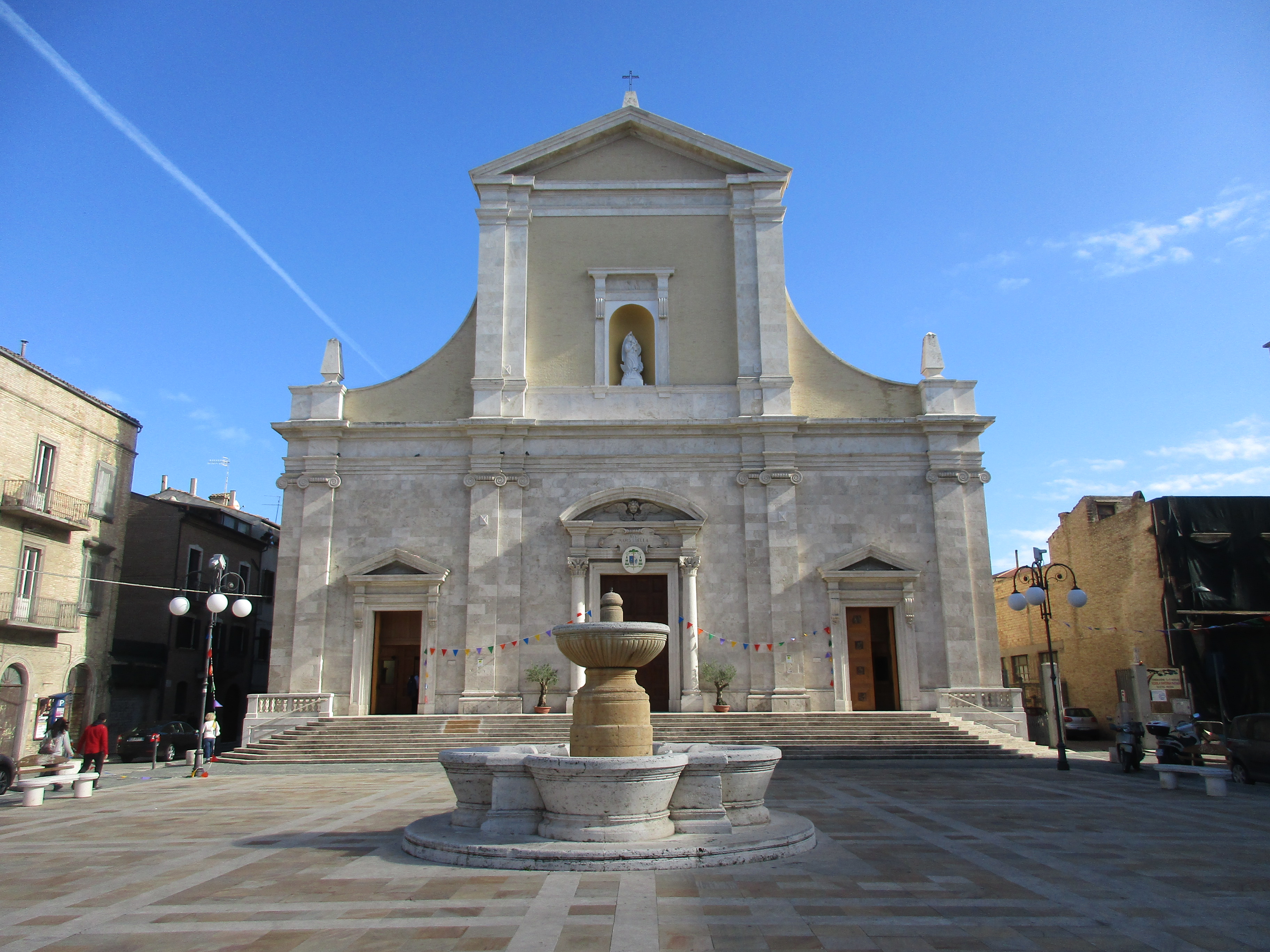
Katedrála Panny Marie
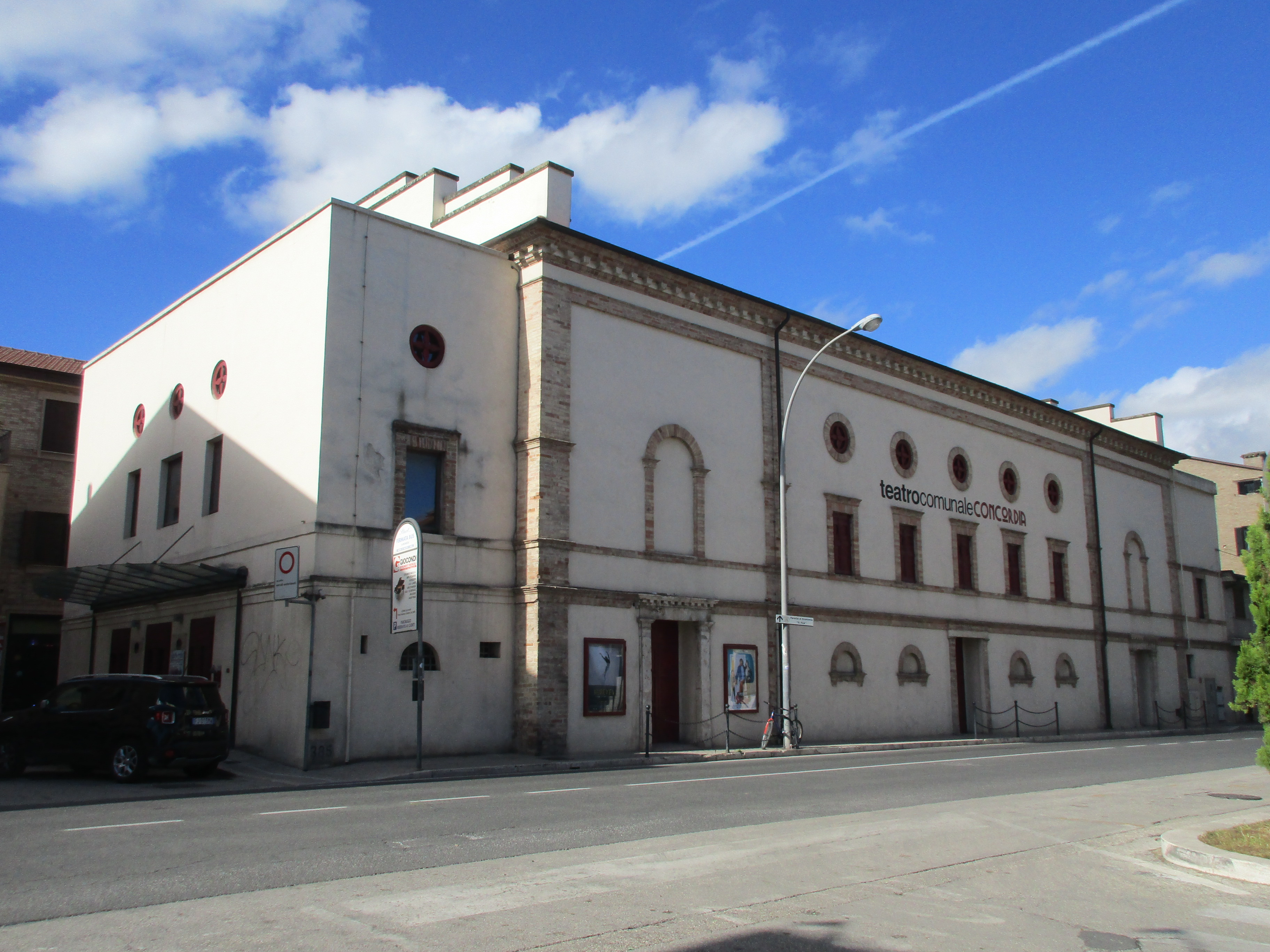
Divadlo
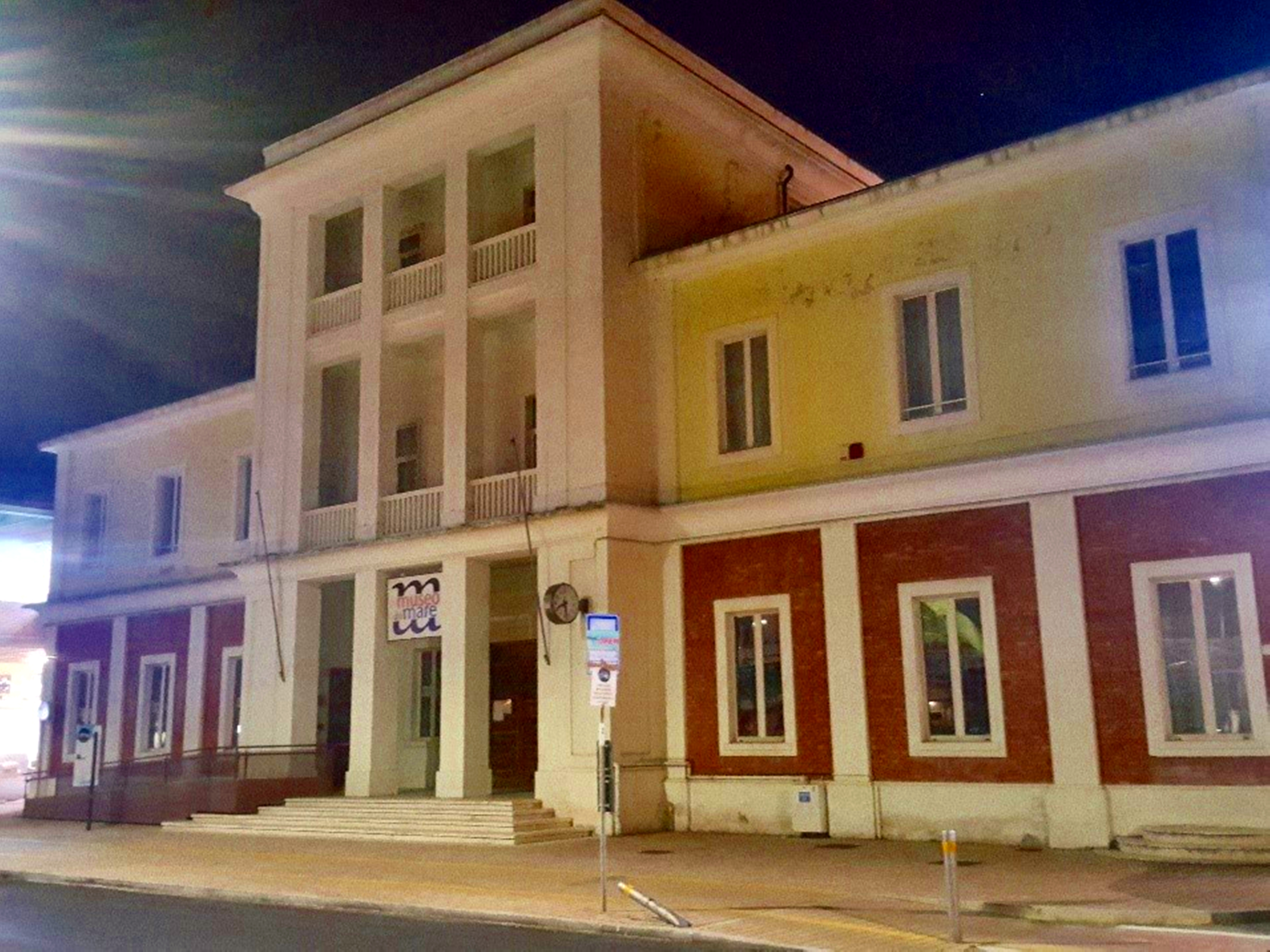
Muzeum moře
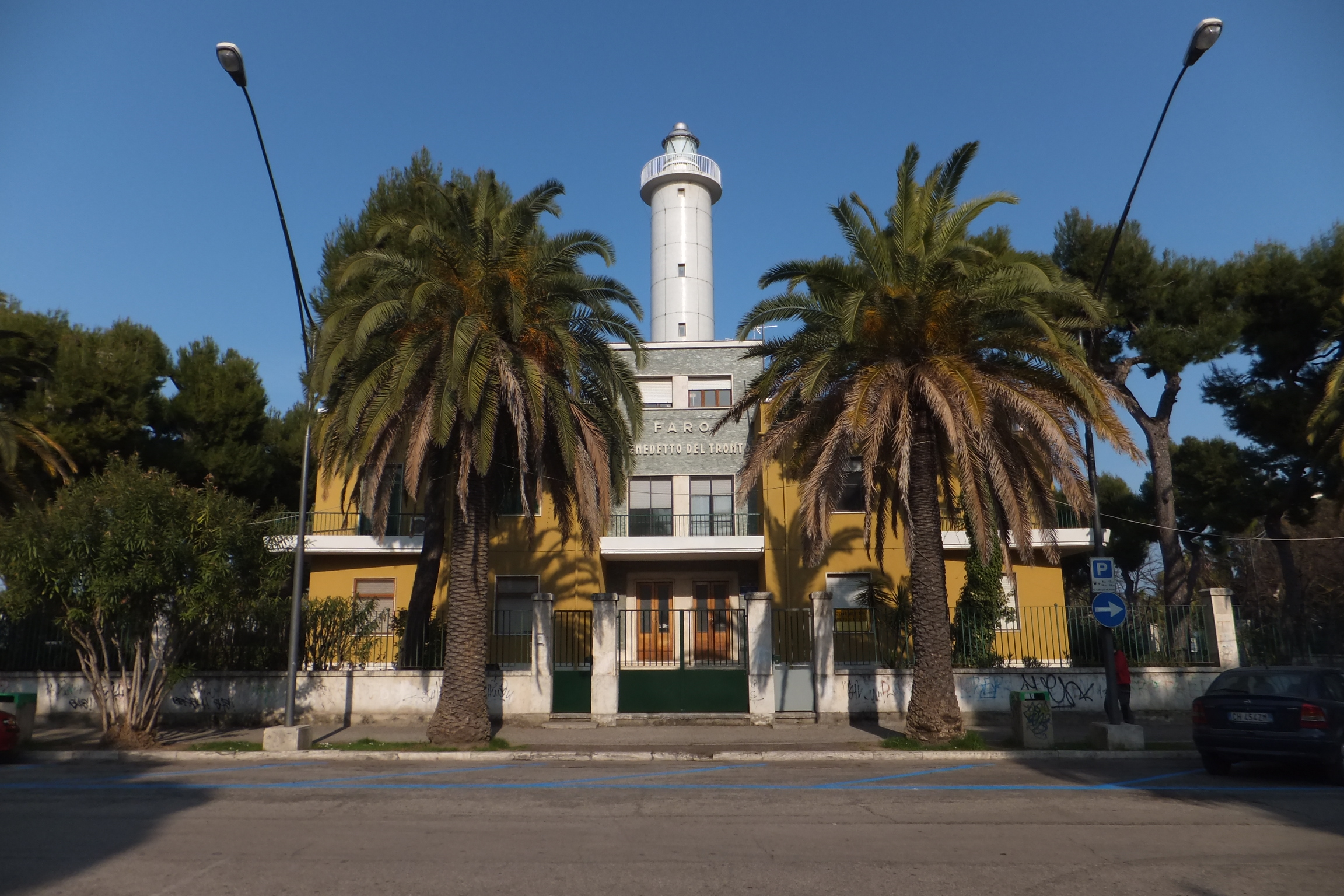
Maják
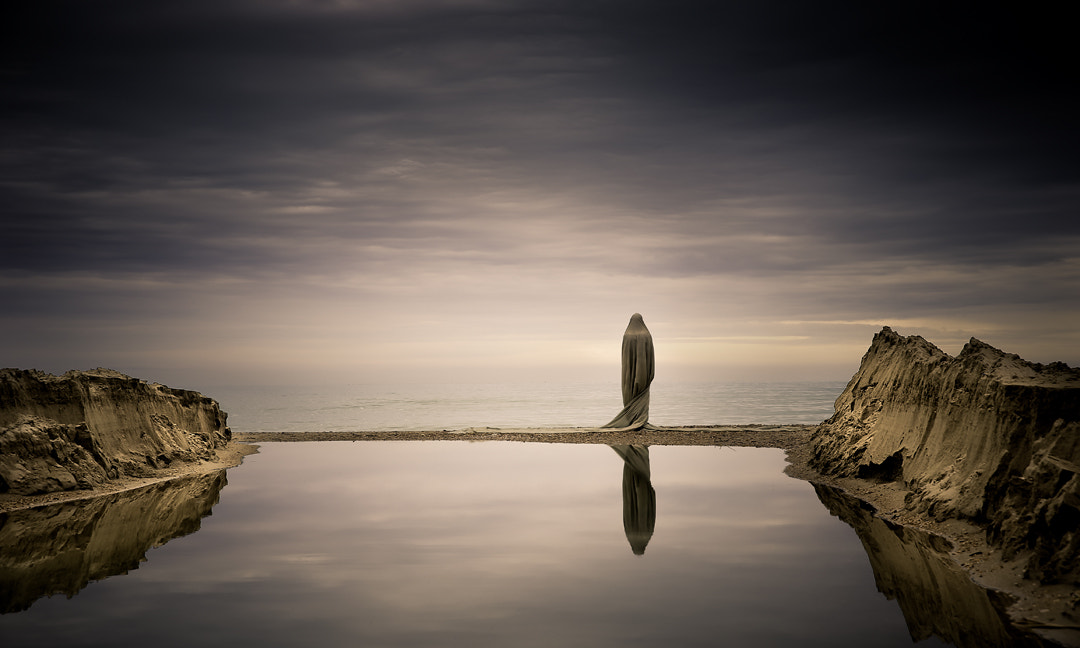
Socha Ježíše
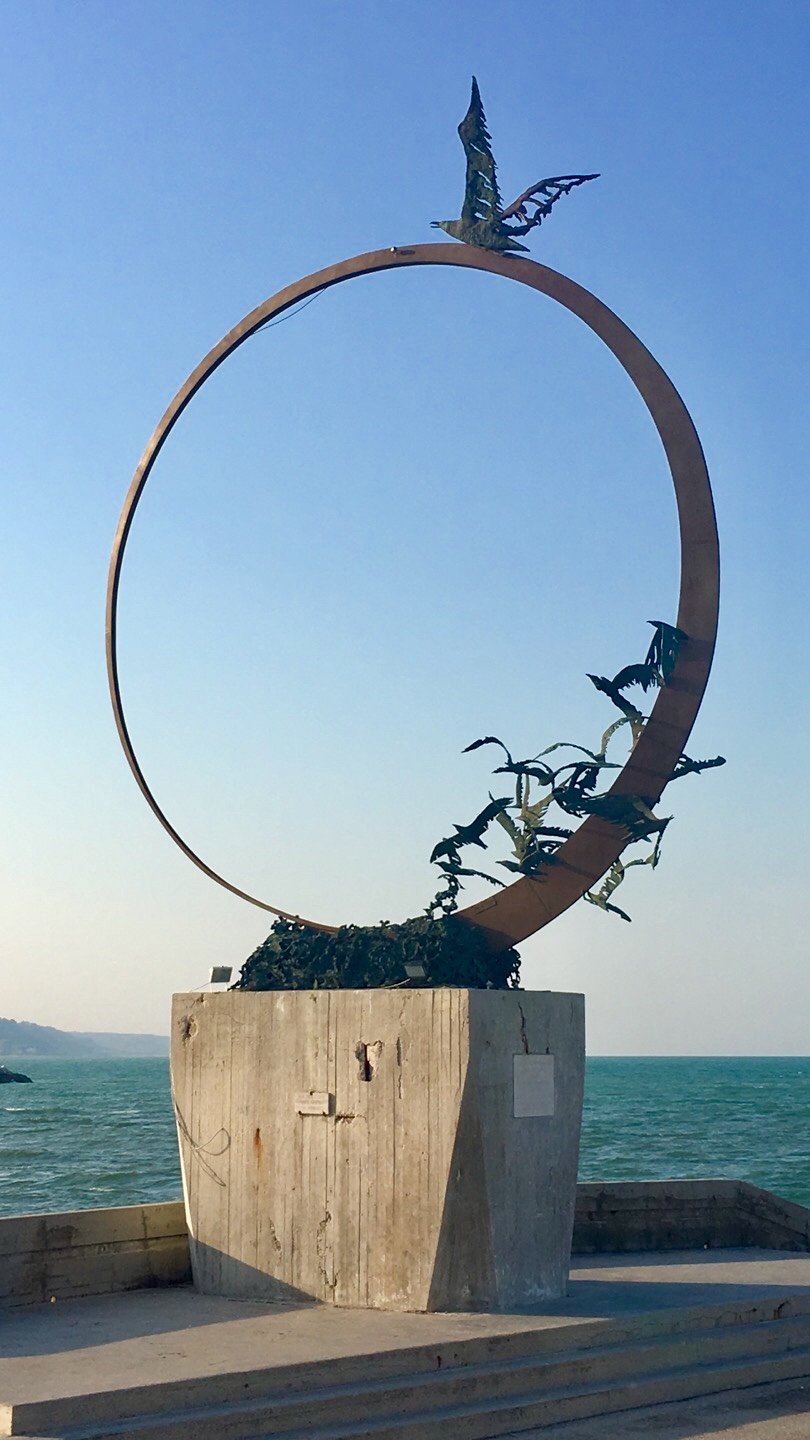
Pomník svobody
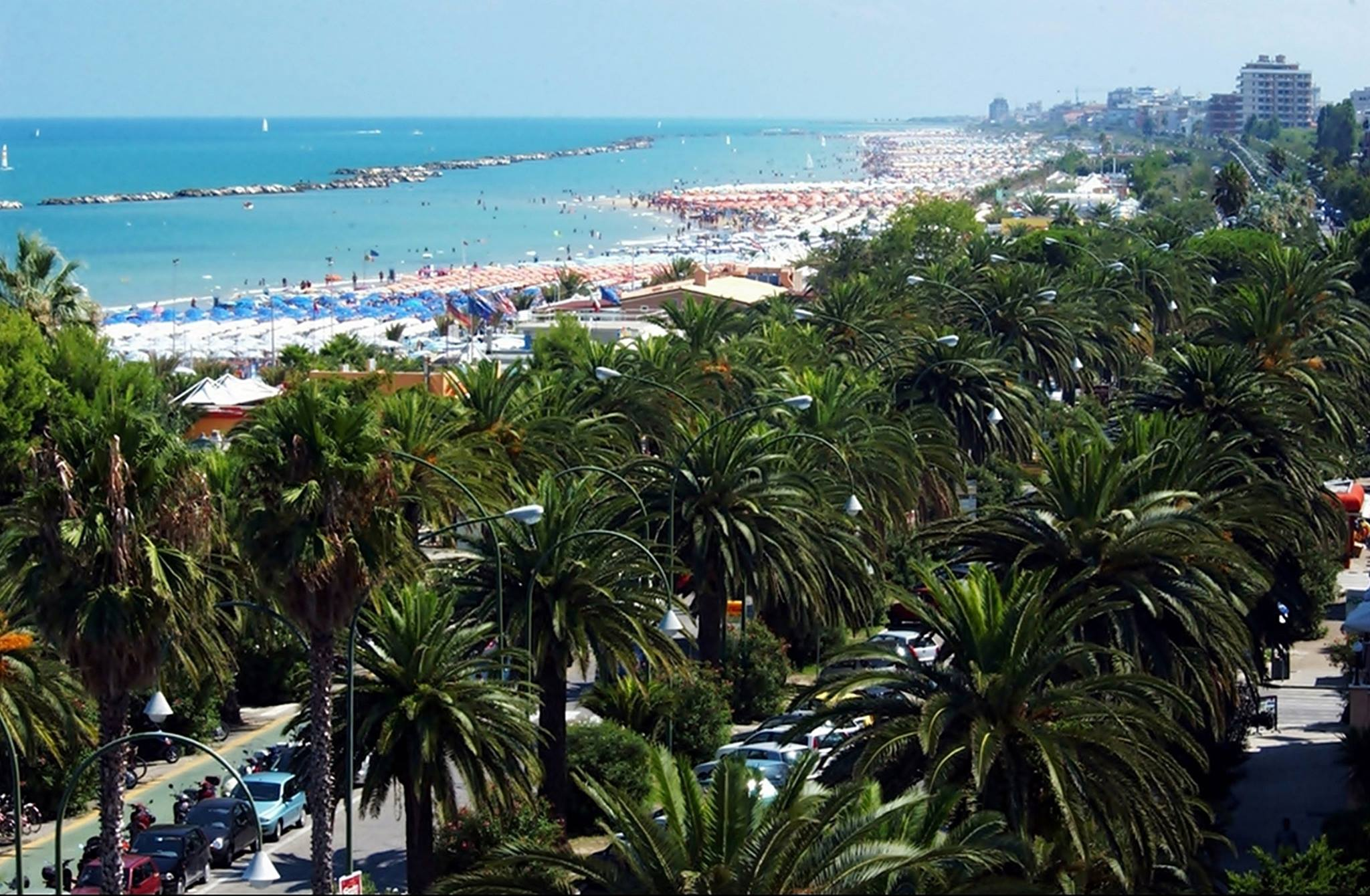
Nábřeží
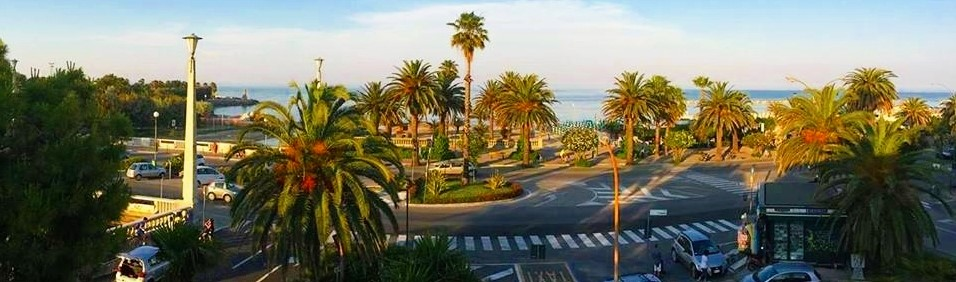
Severní promenáda
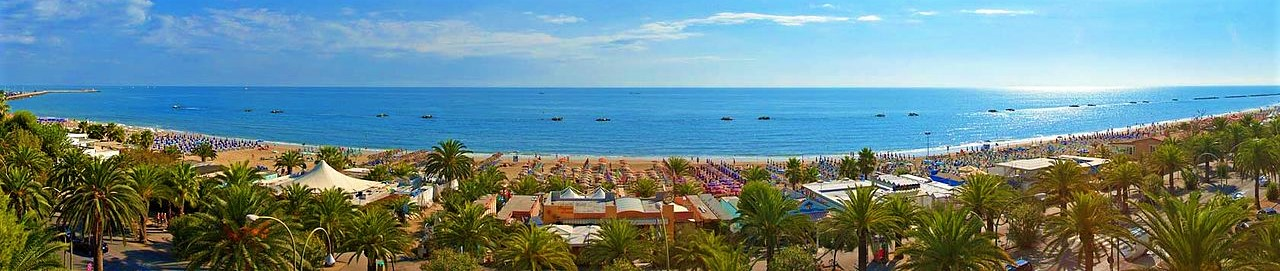
Pobřeží s pláží